# HDDC2
HDDC2 (англ. HD domain containing 2) – білок, який кодується однойменним геном, розташованим у людей на 6-й хромосомі. Довжина поліпептидного ланцюга білка становить 204 амінокислот, а молекулярна маса — 23 390.
| 10         |  | 20         |  | 30         |  | 40         |  | 50         |
| ---------- |  | ---------- |  | ---------- |  | ---------- |  | ---------- |
| MASVSSATFS |  | GHGARSLLQF |  | LRLVGQLKRV |  | PRTGWVYRNV |  | QRPESVSDHM |
| YRMAVMAMVI |  | KDDRLNKDRC |  | VRLALVHDMA |  | ECIVGDIAPA |  | DNIPKEEKHR |
| REEEAMKQIT |  | QLLPEDLRKE |  | LYELWEEYET |  | QSSAEAKFVK |  | QLDQCEMILQ |
| ASEYEDLEHK |  | PGRLQDFYDS |  | TAGKFNHPEI |  | VQLVSELEAE |  | RSTNIAAAAS |
| EPHS       |  |            |  |            |  |            |  |            |

A: Аланін

C: Цистеїн

D: Аспарагінова кислота

E: Глутамінова кислота

F: Фенілаланін

G: Гліцин

H: Гістидин

I: Ізолейцин

K: Лізин

L: Лейцин

M: Метіонін

N: Аспарагін

P: Пролін

Q: Глутамін

R: Аргінін

S: Серин

T: Треонін

V: Валін

W: Триптофан

Кодований геном білок за функцією належить до фосфопротеїнів. 
Задіяний у таких біологічних процесах, як ацетилювання, альтернативний сплайсинг. 